# عنایت‌الله فمین
عنایت‌الله فمین (زاده ۱۲۸۹ - درگذشته ۱۳۶۴) فیلم‌بردار اهل ایران بود.

## مدیر فیلم‌برداری
- مبارزه با شیطان (۱۳۵۰)
- بی عشق هرگز (۱۳۴۵)
- سرسام (۱۳۴۴)
- نابغه هفت ماهه (۱۳۴۲)

## فیلم‌برداری
- سالار مردان (۱۳۴۷)
- ایمان (۱۳۴۶)
- جاده زرین سمرقند (۱۳۴۶)
- روزهای تاریک یک مادر (۱۳۴۶)
- زیر گنبد کبود (۱۳۴۶)
- انسان‌ها (۱۳۴۳)
- سه تفنگدار (۱۳۴۳)
- ساحل انتظار (۱۳۴۲)
- وحشت (۱۳۴۲)
- فریاد نیمه شب (۱۳۴۰)
- شب‌نشینی در جهنم (۱۳۳۵)
- امیرارسلان نامدار (۱۳۳۴)
- راهزن (۱۳۳۴)
- غروب عشق (۱۳۳۴)
- آغا محمدخان قاجار (۱۳۳۳)
- دسیسه (۱۳۳۳)
- شاهین طوس (۱۳۳۳)
- عروس دجله (۱۳۳۳)
- گمگشته (۱۳۳۳)
- افسونگر (۱۳۳۲)
- چهره آشنا (۱۳۳۲)
- شب‌های تهران (۱۳۳۲)
- غفلت (۱۳۳۲)
- گرداب (۱۳۳۲)
- دزد عشق (۱۳۳۱)
- مادر (۱۳۳۱)